# Plantae Javanicae Rariores Adjectis Nonnullis Exoticis
Plantae Javanicae Rariores Adjectis Nonnullis Exoticis (abreviado Pl. Jav. Rar. (Hasskarl)) es un libro con ilustraciones y descripciones botánicas que fue escrito por el explorador y botánico holandés Justus Carl Hasskarl y publicado en Berlín en el año 1848, con el nombre de Plantae Javanicae Rariores Adjectis Nonnullis Exoticis, in Javae Hortis Cultis Descriptae.